# HMS Warspite (03)
Vous lisez un « bon article » labellisé en 2019.
Pour les autres navires du même nom, voir HMS Warspite.
Le HMS Warspite est un cuirassé britannique de classe Queen Elizabeth construit pour la Royal Navy au début des années 1910. En service de 1915 à 1945, il participe aux deux conflits mondiaux du XXe siècle, naviguant sur tous les océans du globe.
La construction du HMS Warspite débute à Devonport peu avant la Première Guerre mondiale : représentatifs de la course germano-britannique aux armements navals, ses canons de 15 pouces (381 mm) non testés et sa propulsion au fioul sont des risques technologiques forts pris par le First Lord of the Admiralty Winston Churchill et l'amiral John Arbuthnot Fisher pour tenter de répondre aux constructions lancées par les Allemands. Le navire préfigure le concept de « cuirassé rapide » qui s'avère efficace durant la Première Guerre mondiale.
En service dès la Première Guerre mondiale, le HMS Warspite participe notamment à la bataille du Jutland avec la Grand Fleet, et patrouille principalement en mer du Nord. Victime de plusieurs « coups du sort », il passe du temps en cale sèche, avant d'être refondu dans les années 1930. Durant la Seconde Guerre mondiale, le cuirassé prend part à plusieurs batailles en mer du Nord lors de l'invasion allemande de la Norvège, puis rejoint la Mediterranean Fleet en mer Méditerranée où il escorte des convois et affronte la Marine italienne. Le cuirassé est ensuite affecté à l'Eastern Fleet dans l'océan Indien, jouant au chat et à la souris avec la Marine impériale japonaise, avant de rentrer en Europe. Vieillissant, le HMS Warspite est alors cantonné à un rôle de batterie flottante : il participe aux bombardements côtiers lors du débarquement en Sicile et en Italie, puis à ceux du débarquement de Normandie et de Brest en 1944. Touché par une bombe planante, puis par une mine pendant le conflit, le vétéran est en mauvais état à la fin de la guerre : il est alors désarmé, et s'échoue à l'ouest de Plymouth sur le trajet vers le chantier de démolition.

## Conception
Le 1912 Programme prévoit la construction de trois cuirassés et d'un croiseur de bataille. La classe Queen Elizabeth doit à l'origine être basée sur la classe précédente, la classe Iron Duke, munie de canons de 13,5 pouces (343 mm). Cependant, les grandes nations maritimes de l'époque, telles le Japon, les États-Unis ou l'Allemagne équipant leurs navires de ligne de canons de calibre 356 mm, l'Amirauté décide de doter ces nouveaux navires de canons de 15 pouces (381 mm). La conception des cuirassés de la classe est alors entièrement revue ; de nouveaux plans sont dessinés dans l'urgence pour des navires de cinq tourelles filant 21 nœuds (39 km/h). Une tourelle est finalement retirée, la puissance de feu restant importante malgré cela, et ce retrait permet d'installer des chaudières supplémentaires. Grâce aux accords pétroliers avec l'Iran, l'utilisation de fioul à la place du charbon est adoptée, permettant une vitesse de 24 à 25 nœuds (46 km/h). Les navires de la classe Queen Elizabeth sont alors qualifiés de cuirassés rapides.

## Caractéristiques

Fonctionnement d'une tourelle de 15 pouces.

### Lancement
Le HMS Warspite présente une longueur hors-tout de 196,8 mètres, un maître-bau de 27,8 mètres et un tirant d'eau de 8,8 mètres. D'un déplacement de 27 500 long tons (27 940 tonnes), il dispose de quatre hélices, 24 chaudières Babcock & Wilcox et deux turbines à vapeur Parsons. Ces machines développent une puissance de 56 000 chevaux, qui peut atteindre les 74 000 chevaux à marche forcée, pour des vitesses respectives de 23 et 24 nœuds (44 km/h).
Le cuirassé est muni de huit canons de marine de 15 pouces BL Mark I répartis en deux groupes de deux tourelles superposées, l'un à l'avant et l'autre à l'arrière du navire. Ce canon de 15 pouces (381 mm) est spécialement conçu pour la classe Queen Elizabeth : version agrandie du canon de marine de 13,5 pouces BL Mk V, il tire deux coups par minute et possède un système hydraulique d'amortissement du recul. Ses obus de 1 929 livres (875 kg), tirés à 746 mètres par seconde, ont une portée théorique de 30 kilomètres.
L'armement secondaire est composé de 14 canons de 6 pouces BL Mk XII, de deux canons antiaériens de 3 pouces QF 20 cwt et de quatre tubes lance-torpilles.
Le blindage de la ceinture principale est épais de 6 à 13 pouces (330 mm), celui des barbettes varie de 4 à 10 pouces (254 mm), celui du château est de 11 pouces (279 mm) et celui des bulbes anti-torpilles varie de 4 à 6 pouces (152 mm). Les tourelles de la batterie principale ont une protection frontale de 13 pouces (330 mm) ; l'arrière et les flancs sont protégés par 11 pouces (279 mm) de blindage, et celui du toit est épais de 5 pouces (127 mm).

### Refontes
De 1924 à 1926, le Warspite subit son premier radoub important. Deux bulbes anti-torpilles sont ajoutés, portant le maître-bau à 31,67 mètres ; quatre canons antiaériens de 4 pouces QF Mk V remplacent les canons de 3 pouces et deux des canons de 6 pouces. Enfin deux tubes lance-torpilles sont retirés, et les deux cheminées sont fusionnées en une seule. Avec ces améliorations, le déplacement lège du cuirassé passe à 31 300 long tons (31 801 tonnes), et à 35 710 long tons (36 281 tonnes) à pleine charge,.
De mars 1934 à mars 1937, le Warspite entre de nouveau en cale sèche, au Portsmouth Royal Dockyard, afin d'être entièrement refondu, pour un coût de 2 363 000 livres sterling. Le cuirassé est démonté pièce par pièce jusqu'à sa structure interne. Des chaudières Admiralty à trois tambours et des turbines à engrenages développant 80 000 chevaux sont installées, réduisant le poids du navire de 1 500 tonnes. Ce gain est utilisé pour renforcer le blindage du pont à l'avant de la tourelle A et de la soute à munitions. Une nouvelle cheminée, moins encombrante, permet l'installation d'un hangar et d'une catapulte pour hydravion. Le cuirassé est alors équipé de deux grues électriques afin de rembarquer l'hydravion de reconnaissance après ses missions. De 1938 à 1941, le Warspite emporte à son bord deux Fairey Swordfish, puis deux Supermarine Walrus de début 1942 à mai 1943, date à laquelle les installations aéronautiques sont retirées du navire. Ces modifications portent son déplacement à 36 450 long tons (37 033 tonnes) et son tirant d'eau à 10,08 mètres, et lui permettent d'atteindre une vitesse de 23,5 nœuds (43,5 km/h).

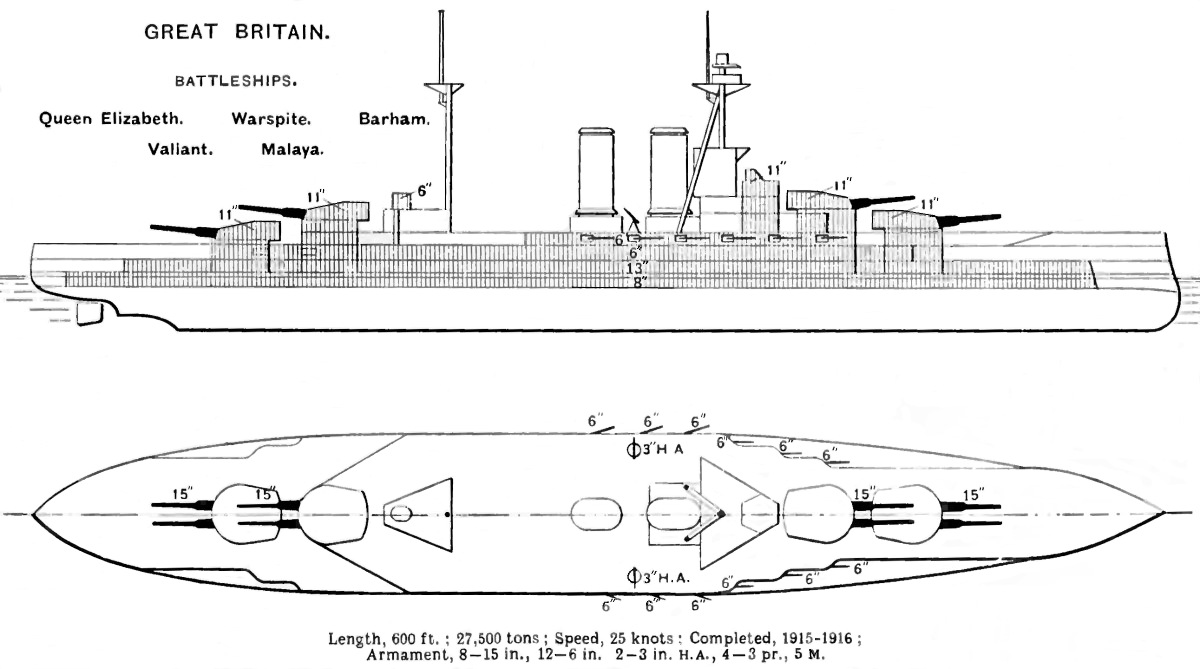
Diagramme de la classe Elizabeth en 1923.

Les tourelles principales sont modifiées afin d'augmenter de 10 degrés la hausse des canons de 15 pouces, leur permettant d'atteindre une portée de 32 300 yards (29 535 m) au lieu de 23 400 yards (21 397 m) précédemment. Les deux canons de 6 pouces situés à l'avant et à l'arrière sont retirés, car inopérants par gros temps ; les deux tubes lance-torpilles restants subissent le même sort. Enfin, un nouveau système de conduite de tir est installé sur les canons de 6 et de 15 pouces. La nouvelle disposition des cheminées permet l'installation de deux affûts octuples de canons de 2 livres QF. Sur deux des tourelles de 15 pouces sont montés des mitrailleuses de 12,7 mm, et les canons de 4 pouces QF Mk V sont remplacés par des Mk XVI.
D'août à décembre 1941, à la suite des dégâts provoqués par une bombe de 250 kilos, le Warspite est réparé et refondu au Puget Sound Naval Yard à Bremerton. La passerelle est améliorée, de nouveaux canons antiaériens sont installés, le blindage des canons de 4 pouces est renforcé et l'artillerie principale de 15 pouces, usée, est entièrement remplacée. Enfin, un radar de surface type 221 et un radar antiaérien type 281 sont installés.

## Histoire
La construction du Warspite commence le 31 octobre 1912 à Devonport Dockyard. Le cuirassé est lancé le 26 novembre 1913 et armé en mars 1915, sous les ordres du capitaine Edward Phillpotts. Le navire est alors soumis à une campagne d'essais, et fait forte impression sur Winston Churchill de par la puissance et la précision des canons de 15 pouces. Le cuirassé rejoint ensuite la 2e escadre de la Grand Fleet ; de mai à septembre, il participe à plusieurs manœuvres avec celle-ci. Mais le 16 septembre 1915, alors qu'il rejoint Rosyth, le Warspite s'échoue dans le Forth, à la suite d'une mauvaise manœuvre de son escorte qui le guide dans un passage réservé aux navires de petit tonnage. Les dommages faits à la coque sont réparés en deux mois, avant que le navire n'intègre la 5e escadre de l'amiral Hugh Evan-Thomas, nouvellement formée pour les cuirassés de la classe Queen Elizabeth. Le navire continue néanmoins à jouer de malchance : le 3 décembre, il entre en collision avec son sister-ship le Barham, à la suite d'une incompréhension des signaux de vitesse. Malgré la tempête et les dégâts importants, il réussit à rentrer à Scapa Flow avant de retourner à Devonport pour réparations ; il rallie la 5e escadre juste à temps pour Noël.

### Première Guerre mondiale

#### Bataille du Jutland

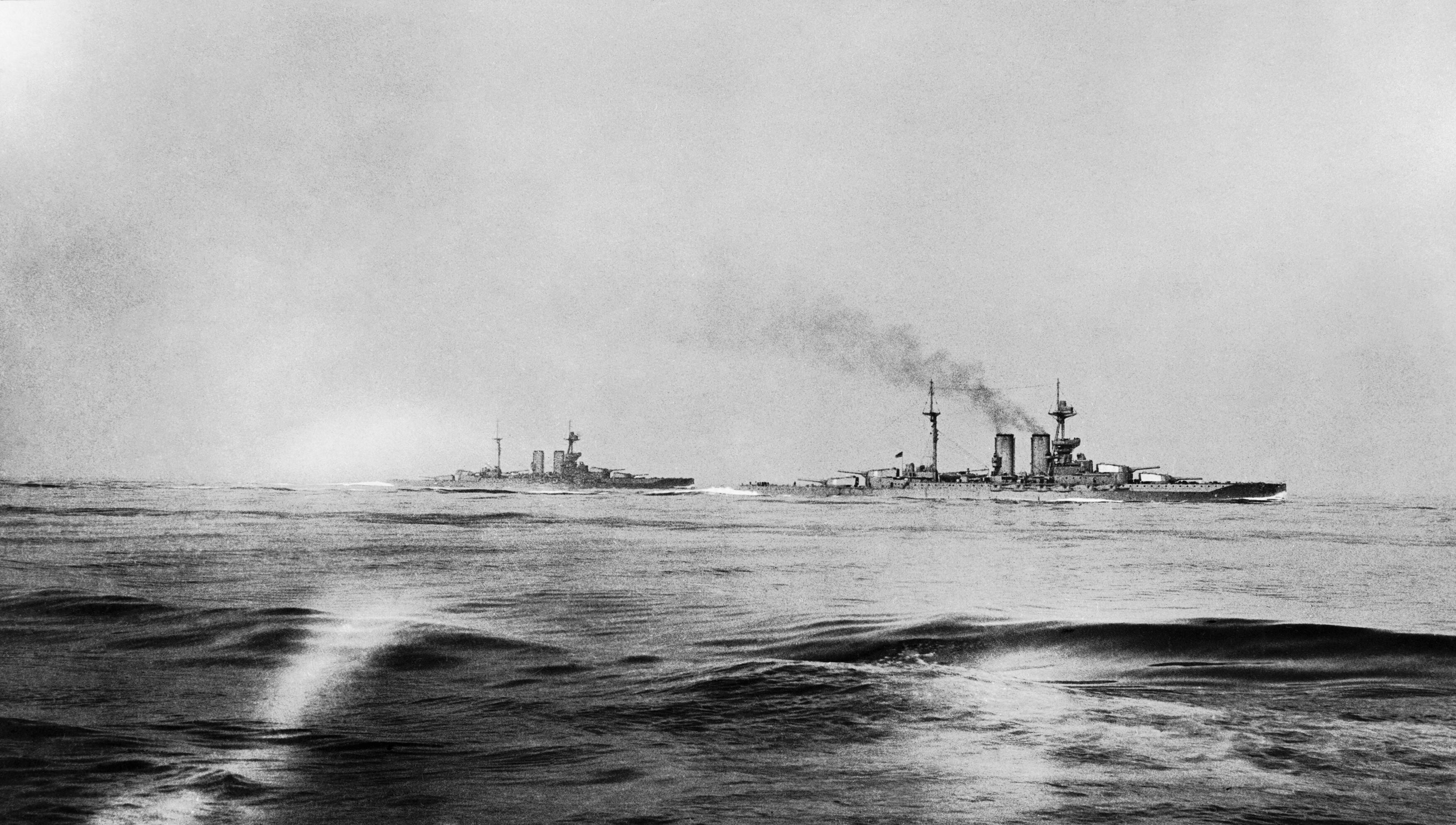
Le Warspite et le Malaya pendant la bataille du Jutland.

Après le bombardement de Yarmouth et de Lowestoft par les Allemands en avril 1916, le Warspite et la 5e escadre sont affectés à la Battle Cruiser Fleet du vice-amiral David Beatty afin de la renforcer et de contenter l'opinion publique britannique qui dénonce l'incapacité de la Marine à protéger ses côtes. À la grande joie des marins à bord, le cuirassé quitte alors son mouillage froid et isolé de Scapa Flow pour celui du Firth of Forth, proche d'Édimbourg. Le 30 mai au soir, la flotte reçoit l'ordre de prendre la mer après l'interception de messages allemands indiquant que la Hochseeflotte a quitté son port de Wilhelmshaven : elle quitte l'embouchure de la Forth à 21 h 30. Ce sont ainsi dix navires qui quittent le port : les six croiseurs de bataille Lion, Princess Royal, Tiger, Queen Mary, New Zealand et Indefatigable, suivis des quatre cuirassés de la 5e escadre, les Barham, Valiant, Warspite et Malaya, ce dernier fermant la marche.
Dans l'après-midi du 31 mai, la 5e escadre de cuirassés fait route à toute vapeur, à la traîne derrière les croiseurs de bataille plus rapides. Après une erreur de signaux, les cuirassés se retrouvent à plus de 10 milles marins (18,5 kilomètres) des croiseurs de bataille, après avoir, à cause de la fumée, manqué un signal de ces derniers leur demandant de changer de direction pour suivre un panache de fumée ayant été aperçu plus tôt. Se rendant compte de leur erreur, ils coupent vers le sud, mais ne peuvent rattraper leur retard. Ainsi, à 15 h 58, les cinq croiseurs de bataille allemands du I. Aufklärungsgruppe ouvrent le feu sur leurs homologues britanniques esseulés, dépourvus du soutien des cuirassés. L'escadre ne rejoint le combat que bien plus tard, après que l'Indefatigable a été coulé par le SMS Von der Tann. Elle engage alors trois croiseurs légers, les SMS Elbing, SMS Pillau et SMS Frankfurt à plus de 21 000 yards (19 km) : les navires ennemis réussissent à prendre la fuite sans avoir été touchés. Peu après, les croiseurs de bataille allemands sont en vue et le feu des cuirassés britanniques se porte immédiatement sur eux : le Barham et le Valiant concentrent leur tir sur le SMS Moltke pendant que le Warspite, le New Zealand et le Malaya font feu sur le SMS Von der Tann qui se trouve à l'arrière de la ligne de bataille ennemie. Le Warspite réussit alors son premier coup au but, sur le SMS Von der Tann. Pendant ce temps-là, le Queen Mary, sous le feu roulant des SMS Seydlitz et SMS Derfflinger, explose et commence à sombrer. Quelques instants plus tard, le Warspite double le croiseur de bataille dont la coque dépasse à peine des flots, ignorant à ce moment-là qu'il s'agit d'un des siens,.

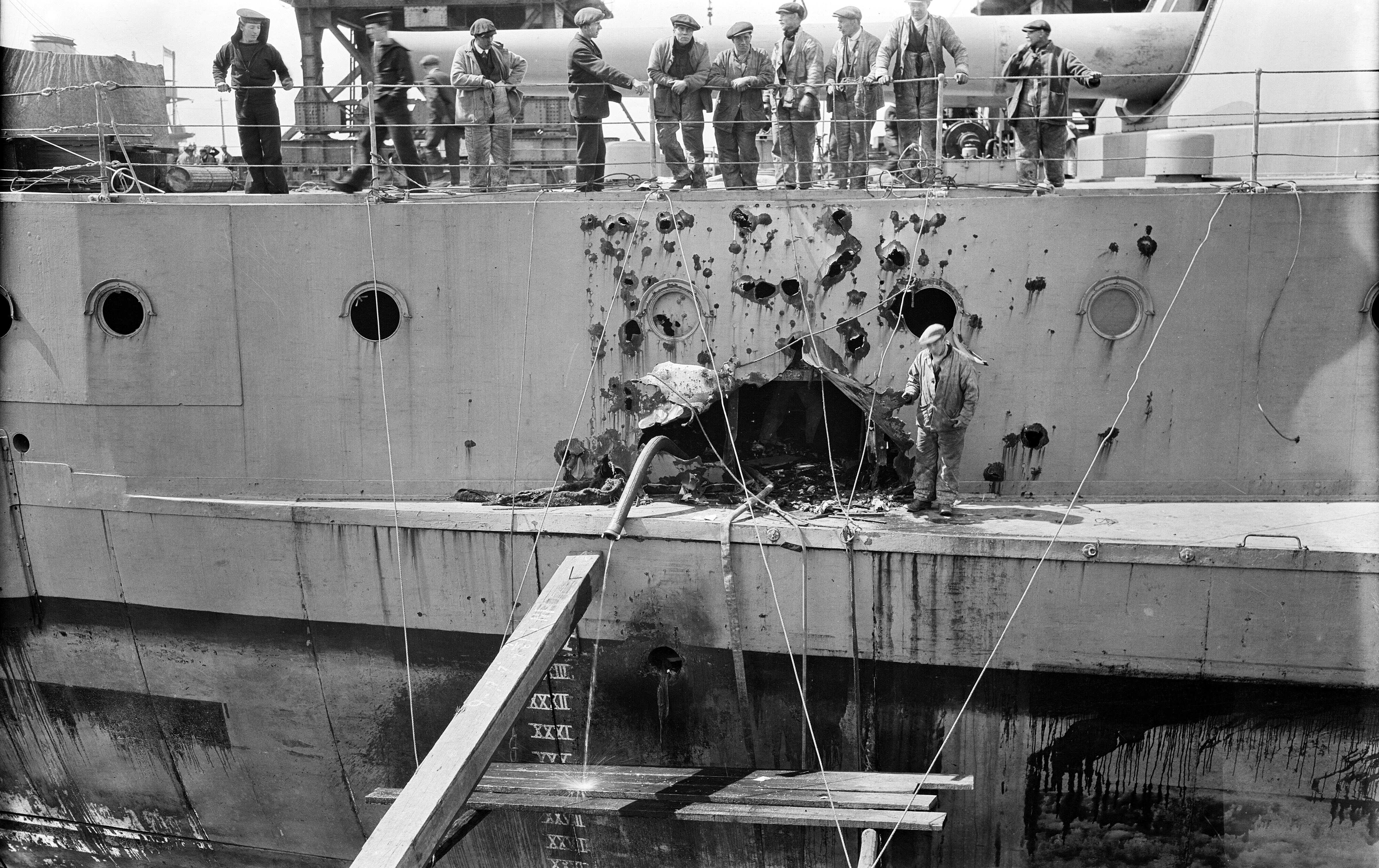
Dégâts causés par un obus après la bataille du Jutland.

Beatty ordonne alors de faire demi-tour afin d'amener les Allemands vers le nord, où se trouve l'amiral John Jellicoe à la tête de sa Grand Fleet. À la suite d'une nouvelle erreur de signalisation, la 5e escadre de cuirassés rate la manœuvre et se retrouve à la fois à portée des croiseurs de bataille ennemis mais aussi sous le feu des quatre cuirassés allemands de la classe König : un duel d'artillerie s'engage alors. Le Warspite encaisse ainsi plusieurs obus de 305 mm. Pendant qu'il effectue enfin son demi-tour, un obus du SMS Kaiserin touche sa poupe et bloque son gouvernail : le Warspite commence alors à décrire un grand cercle, manquant de peu de heurter le Barham. Devant l'impossibilité de débloquer son gouvernail ou de compenser le mouvement en s'aidant des hélices, le commandant Phillpotts décide de forcer la vapeur afin de finir son cercle et revenir vers le nord, mais il s'expose alors au feu ennemi. Un second tour est nécessaire avant que l'équipage n'arrive à débloquer le safran et puisse repartir vers le nord : pendant cette longue manœuvre, le Warspite encaisse treize obus ennemis. Dans son malheur, le navire aura protégé malgré lui le croiseur cuirassé Warrior : celui-ci, criblé d'obus ennemis, s'est retrouvé au centre des cercles du Warspite, qui a concentré les tirs ennemis, permettant au croiseur de s'enfuir. Sur ces entrefaites, la Grand Fleet arrive à portée de tir et ouvre le feu, permettant au cuirassé de prendre le large.
Ce sont ainsi 29 obus qui ont touché le navire durant l'engagement, et ont provoqué de tels dégâts que l'amiral Evan-Thomas lui ordonne d'abandonner le combat et de rentrer à Rosyth. Sur le chemin du retour, alors qu'il est à une centaine de milles du Firth of Forth, le Warspite est attaqué par le U-51 : celui-ci tire deux torpilles que le cuirassé parvient à éviter. Deux heures plus tard, un périscope est repéré à une centaine de mètres à l'avant du navire : le Warspite tente de l'éperonner, mais le U-63, qui rentre d'une patrouille, réussit à plonger en urgence et éviter la collision. À son arrivée à Rosyth, le cuirassé entre en cale sèche à la place du Queen Elizabeth qui s'y trouvait pour maintenance, et subit deux mois de réparations.

#### Fin de la guerre
Les réparations terminées, le Warspite réintègre la 5e escadre de cuirassés. Peu après, durant un exercice de tir nocturne, le cuirassé entre en collision avec le Valiant, et retourne à Rosyth pour réparations. Le commandant Philpotts évite le blâme de peu, mais il est débarqué à terre comme assistant du nouveau First Sea Lord, l'amiral Jellicoe. En juillet 1917, le Warspite, à l'ancre à Scapa Flow, est secoué par l'onde de choc provoquée par l'explosion de la soute à munitions du Vanguard.
En avril 1918, le cuirassé rejoint la Grand Fleet et participe à l'infructueuse poursuite de la Hochseeflotte près de la Norvège. Plus tard dans l'année, les dégâts provoqués par l'incendie d'une chaufferie nécessitent quatre mois de réparations. En 1918, le capitaine Hubert Lynes prend le commandement du cuirassé ; le 21 novembre, il escorte ainsi la Hochseeflotte vers Scapa Flow où elle est internée à la suite de la signature de l'armistice.

### Entre-deux-guerres
De 1919 à 1924, le Warspite intègre la 2e escadre de cuirassés au sein de l'Atlantic Fleet et croise régulièrement en mer Méditerranée. Il participe ensuite à la revue navale annuelle à Spithead, sous les yeux du roi George V. Après une première modernisation (voir supra) qui dure jusqu'en 1926, le cuirassé devient le navire amiral de la Mediterranean Fleet. En 1927, alors aux ordres du commandant James Fownes Somerville, il rentre à Portsmouth pour subir de nouvelles réparations après avoir heurté en mer Égée un récif non cartographié. Le Warspite retrouve l'Atlantic Fleet en 1930. Bien qu'il soit en mer lors de la mutinerie d'Invergordon en septembre 1931, trois marins sont renvoyés du navire peu après. Poursuivi par la malchance, le cuirassé est éperonné au large du Portugal par un navire à passagers roumain en mars 1933 ; aucune réparation n'est cependant nécessaire.
De 1934 à 1937, le Warspite retrouve la cale sèche (voir supra) à Portsmouth pour une modernisation approfondie, avant de reprendre du service sous les ordres du capitaine Victor Crutchley. Les essais en mer montrent des problèmes au niveau des machines et du gouvernail, souvenir du coup encaissé lors de la bataille du Jutland. Il était alors prévu que le cuirassé devienne le navire amiral de la Mediterranean Fleet aux ordres de l'amiral Dudley Pound, mais ce rôle échoit au Queen Elizabeth à cause de la durée des réparations nécessaires. Le 14 janvier 1938, le Warspite rejoint enfin la flotte à Grand Harbour, sur l'île de Malte. Le navire passe le reste de l'année à croiser en mer Égée, en mer Adriatique et en Méditerranée, menant de nombreux exercices dans un climat de tension grandissante. En juin 1939, le vice admiral Andrew Cunningham remplace Sir Dudley Pound et embarque sur le Warspite pour un voyage vers Istanbul afin d'entamer des pourparlers avec le gouvernement turc. Lors de la déclaration de guerre à l'Allemagne en septembre 1939, la Méditerranée étant calme, le cuirassé est rappelé dans des eaux plus septentrionales afin d'intégrer la Home Fleet à la suite de la perte du Royal Oak.

### Seconde Guerre mondiale

#### Dans l'Atlantique et devant Narvik

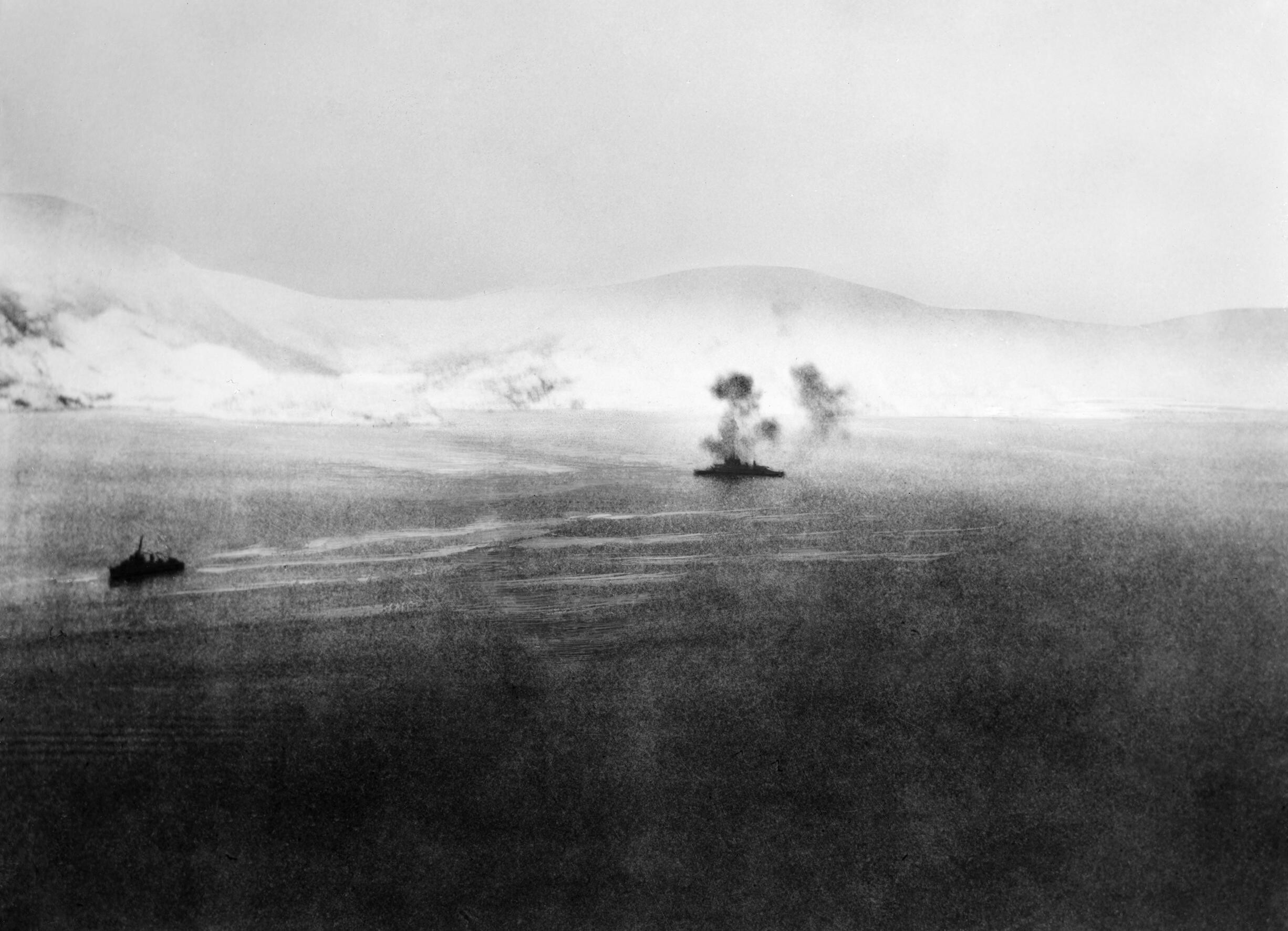
Le Warspite, à droite, ouvre le feu sur la côte norvégienne.

En novembre 1939, le Warspite escorte le convoi HX 9, qui fait le voyage de Halifax vers Liverpool. Six jours après le départ, le cuirassé est dérouté afin d'essayer d'intercepter les croiseurs de bataille allemands Scharnhorst et Gneisenau qui viennent de couler le croiseur auxiliaire HMS Rawalpindi au sud-est de l'Islande. Il ne réussit à trouver ni les navires ennemis, ni trace de survivants.
Le 10 avril 1940 il intègre la Home Fleet à la suite de l'invasion du Danemark et de la Norvège par l'Allemagne nazie. Le même jour, une flottille de destroyers britanniques est envoyée à Narvik afin d'y affronter les forces allemandes : sur les dix destroyers ennemis présents, deux sont coulés, et les autres  sont confinés au port par manque de carburant : le navire ravitailleur qui devait leur en fournir est en effet coulé par les Britanniques. La Royal Navy décide alors d'employer les grands moyens afin de détruire les huit navires restant mais sans risquer dans les eaux resserrées d'un fjord le croiseur de bataille, HMS Renown, présent sur zone: le vice-amiral Whitworth transfère sa marque sur le Warspite et avec neuf destroyers, fait route vers la ville. Dans la nuit du 12 au 13, les navires pénètrent dans l'Ofotfjord ; un Fairey Swordfish de reconnaissance décolle et repère deux destroyers, puis un troisième. En passant au-dessus du Herjangsfjord plus au nord, l'avion repère un U-boot : il s'agit du U-64, quittant son mouillage à Bjerkvik. Le Swordfish plonge sur le sous-marin et largue deux bombes de 250 livres : l'une d'elles le touche à la base du kiosque, et il coule en moins de 30 secondes, emportant avec lui une douzaine de membres d'équipage. Il s'agit du premier U-boot coulé par un avion britannique durant la Seconde Guerre mondiale. La bataille navale s'engage alors, et les destroyers britanniques font des ravages dans les rangs allemands. Au cours de la bataille, le Warspite réussit à échapper aux torpilles ennemies : il  endommage le Z 17 Diether von Roeder et achève les Z 13 Erich Koellner et Z 12 Erich Giese. La flotte britannique quitte ensuite rapidement le confinement du fjord, où le cuirassé aurait servi de cible facile à d'éventuels sous-marins et bombardements aériens. Il ramène à son bord 200 blessés et huit prisonniers allemands. Le Warspite reste encore plusieurs jours dans les eaux norvégiennes, à la tête d'une flottille chargée de bombarder Narvik, en prélude à un éventuel assaut amphibie britannique. Il est rejoint par les croiseurs Effingham, Enterprise et Aurora et le porte-avions Furious, mais l'opération est un échec, notamment à cause des mauvaises conditions météorologiques. Le cuirassé quitte ensuite la zone et rentre à Scapa Flow.

#### En Méditerranée

##### Au large de l'Italie

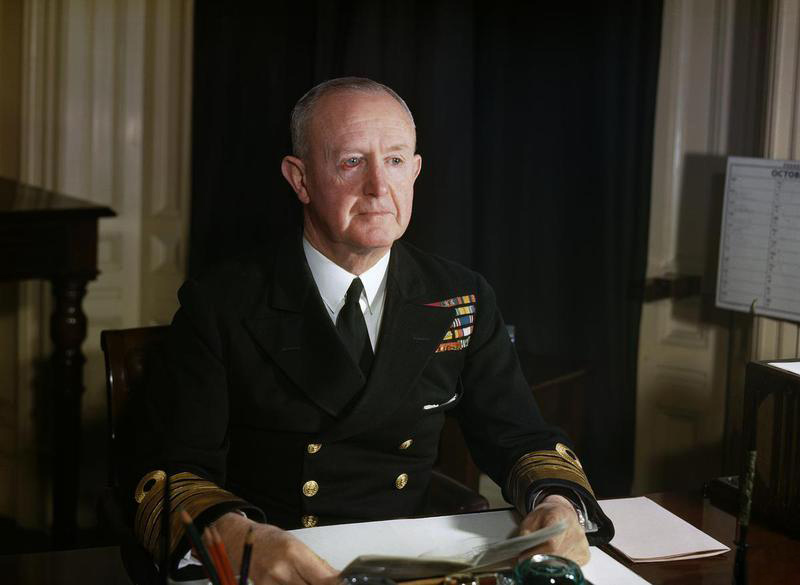
L'amiral Andrew Cunningham, commandant la Mediterranean Fleet.

Le cuirassé se dirige ensuite vers la mer Méditerranée pour intégrer la Mediterranean Fleet : après une escale à Greenock, il effectue un voyage sans accroc jusqu'à Alexandrie, où il se trouve lorsque l'Italie entre en guerre le 10 juin 1940. Le lendemain, l'amiral Cunningham prend la mer avec sa flotte afin de patrouiller le long de côtes crétoises et libyennes ; il rentre à Alexandrie le 14 juin. Le 2 juillet, les Britanniques lancent l'opération Catapult, visant à s'emparer de la flotte française au mouillage à la suite de la signature de l'armistice en juin. L'amiral Cunningham rencontre alors le commandant de la Force X, le vice-amiral René-Émile Godfroy à bord du Warspite : les discussions entre les deux hommes permettent le désarmement pacifique de la flotte française et évitent un combat fratricide en rade d'Alexandrie.
Le 7 juillet, l'amiral quitte de nouveau Alexandrie pour aller à la rencontre d'un convoi en provenance de Malte : son but est d'attirer les Italiens vers sa flotte afin de laisser la voie libre aux navires du convoi. Composée du Warspite, des deux cuirassés Royal Sovereign et Malaya, du porte-avions Eagle, de cinq croiseurs et de seize destroyers, l'escadre est avertie dans la journée du 8 juillet que deux cuirassés (identifiés plus tard comme étant les Giuseppe Garibaldi et Giulio Cesare) et plusieurs croiseurs ennemis se trouvent 200 milles marins (370 km) au nord-ouest de Benghazi. Cunningham décide alors de leur couper toute retraite en s'interposant entre l'escadre italienne et leur base de Tarente. Le lendemain, les deux escadres s'affrontent au large de la Calabre. Après une escarmouche entre croiseurs, le Warspite affronte seul les cuirassés italiens, le Malaya et le Royal Sovereign ne pouvant le suivre car moins rapides. Les Italiens ouvrent le feu à plus de 26 000 yards (24 km) mais manquent le Warspite : celui-ci réplique et touche le Giulio Cesare en plein milieu, détruisant plusieurs chaudières et tuant plus de cent marins. Ce coup au but lointain et l'arrivée des deux autres cuirassés britanniques poussent la flotte italienne à battre en retraite, les croiseurs et destroyers continuant à échanger quelques coups de canons. Malgré plusieurs attaques aériennes inefficaces menées par la Regia Aeronautica, la flotte britannique retourne à Alexandrie sans encombre, le 13 juillet.
Le 11 novembre 1940, le Warspite escorte le porte-avions Illustrious au large de Tarente, en compagnie de plusieurs cuirassés et destroyers. Cette nuit-là, une vingtaine de bombardiers-torpilleurs britanniques endommagent ou coulent plusieurs cuirassés italiens. Grâce à cette opération, mi-décembre, le Warspite et le Valiant bombardent le port de Valone, principale base arrière italienne, sans se préoccuper des navires de lignes ennemis, bloqués au port. Le cuirassé participe ensuite à l'escorte de convois : en janvier 1941, durant l'opération Excess, il est endommagé par une bombe de 1 000 livres larguée par des Stukas. À la fin du mois, une collision avec le destroyer Greyhound provoque des dommages superficiels.

##### Au large de la Grèce

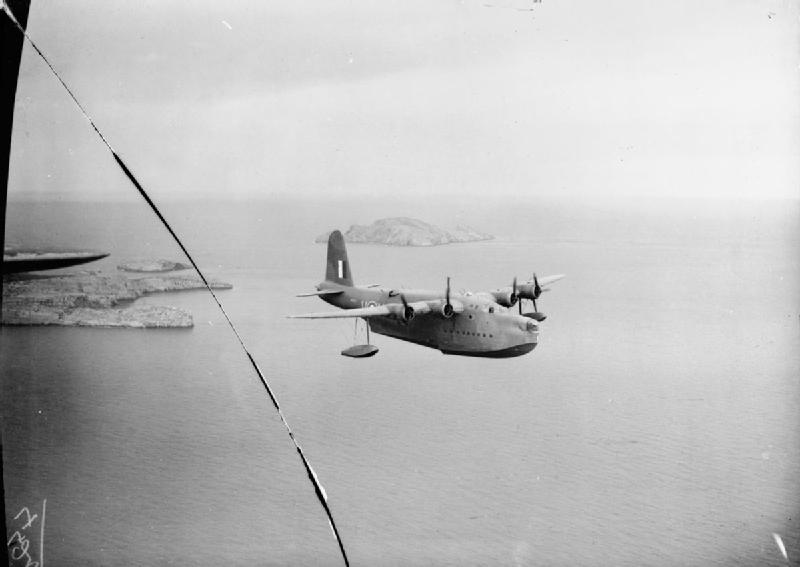
Le Short Sunderland qui a repéré les navires italiens.

En mars 1941, l'Axe prépare l'invasion de la Yougoslavie : la Marine italienne est alors chargée de perturber les lignes de ravitaillement alliées reliant l'Égypte à la Grèce. Le 27 mars, le cuirassé Vittorio Veneto, huit croiseurs et une douzaine de destroyers font route vers la Crète, lorsqu'ils sont repérés par un Short Sunderland de reconnaissance. Cunningham n'hésite pas et sous couvert de la nuit, prend la mer à bord du Warspite, accompagné des cuirassés Valiant et Barham, du porte-avions Formidable et de neuf destroyers d'escorte. Le matin du 28, des croiseurs britanniques viennent au contact de la flotte ennemie et engagent le combat. Cunningham force la vapeur vers le lieu de l'affrontement pendant que des Fairey Albacore ayant décollé du Formidable mettent en fuite les navires ennemis ; la poursuite s'engage alors. Durant celle-ci, les bombardiers-torpilleurs poursuivent leurs attaques et réussissent à toucher le cuirassé italien, qui doit réduire sa vitesse à 15 nœuds (27,8 km/h). À la nuit tombée, l'avance italienne a fondu à 45 milles marins (83 km). À la nuit tombée, les radars britanniques repèrent, au large du cap Matapan, un groupe de navires italiens : il s'agit des croiseurs Zara et Fiume, accompagnés de deux destroyers, les Vittorio Alfieri et Giosué Carducci venant prêter main-forte au Pola immobilisé en fin d'après-midi par l'aviation embarquée ennemie. Sous couvert de la nuit, la flotte britannique s'approche des navires italiens et ouvre le feu à courte distance : les cinq navires sont rapidement coulés par les obus de 15 pouces britanniques. Ne pouvant rattraper le reste de la flotte italienne, l'amiral Cunningham rentre à Alexandrie, qu'il atteint le 30 mars, sans avoir essuyé de pertes.
Le 21 avril, l'amiral Cunningham sort d'Alexandrie avec les cuirassés Warspite, Valiant et Barham ainsi que le porte-avions Formidable, les croiseurs Phoebe et Calcutta et plusieurs destroyers : sous couvert d'escorter un convoi, ils se dirigent en fait vers Tripoli afin d'essayer d'enrayer la ligne de ravitaillement de la Deutsches Afrikakorps de Rommel. Tôt dans la matinée, des bombardiers venus de Malte bombardent la ville, des avions du Formidable illuminant le port. Cependant, les mauvaises conditions, la poussière et la fumée dégagées par ces bombardements ne permettent pas aux canonniers des navires britanniques de régler correctement la mire. Malgré plusieurs centaines d'obus tirés, seul un navire de ravitaillement est coulé, et quelques autres navires sont endommagés. Les dégâts provoqués aux installations portuaires sont minimes ; ils seront réparés en deux jours. La flotte britannique rentre saine et sauve mais la mission est considérée comme un échec.
Le 20 mai, l'Axe commence l'invasion de la Crète par un immense assaut amphibie : la capture de l'aérodrome de Máleme lui permet très vite d'établir un pont aérien. Le Warspite, en compagnie du Valiant, d'un croiseur et de dix destroyers, prend la mer afin de perturber les lignes d'approvisionnement ennemies : le soir du 21 mai, ils sont en position à environ 100 milles marins (185 km) à l'ouest de la Crête. Le lendemain, à partir de 1 h 30 le Warspite est la cible d'une attaque aérienne : une bombe de 250 kilos détruit un canon de 4 pouces et incendie une batterie de 6 pouces à tribord, tuant 38 hommes dont un officier et en blessant 31 autres. Le cuirassé se retire de la zone de combat et atteint Alexandrie le 24 mai. Lourdement endommagé, il est envoyé à Bremerton, sur la côte ouest des États-Unis, afin d'y être réparé.

#### Dans l'océan Indien
Le cuirassé traverse le canal de Suez puis l'océan Indien jusqu'à Ceylan. Après une escale à Manille aux Philippines, il se ravitaille en carburant à Pearl Harbor qu'il quitte le 4 août pour arriver six jours plus tard à Esquimalt au Canada : 300 membres d'équipage quittent alors le bord en permission. Le lendemain, le Warspite rallie Bremerton escorté par un destroyer de l'US Navy et entre en cale sèche au Puget Sound Naval Yard. Les éléments endommagés sont remplacés et quelques améliorations sont effectuées (voir supra). Il est brièvement mis en alerte lors de l'attaque de Pearl Harbor le 7 décembre, dans l'hypothèse d'une attaque japonaise de ce côté de l'océan. Le 28 décembre, le cuirassé reprend du service et prend la mer le 7 janvier 1942 : après une campagne d'essais au large de Vancouver, il arrive à Sydney le 20 février.

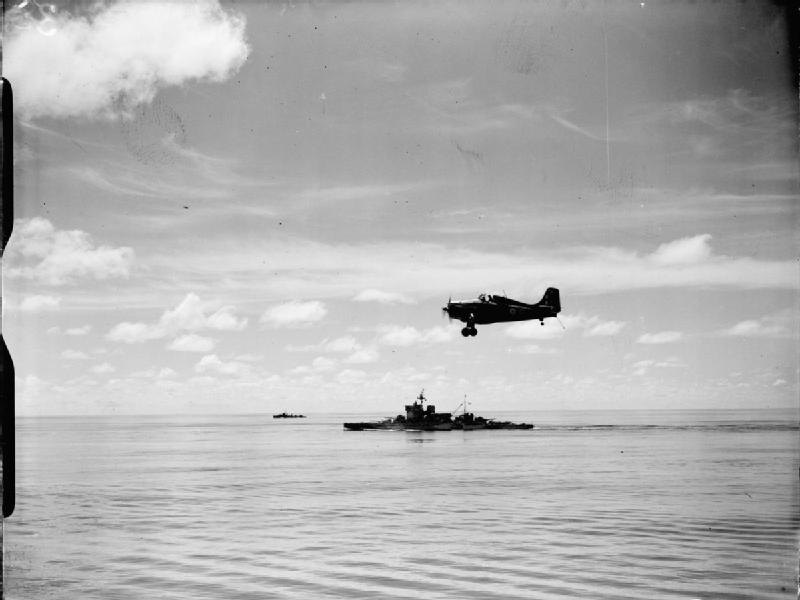
Un Grumman Martlet survole le Warspite au large de Madagascar.

En mars, le navire rallie Trinquemalay où il intègre l'Eastern Fleet de l'amiral James Somerville. Celui-ci décide de scinder sa flotte en deux : la Force B et la Force A, cette dernière étant constituée de ses navires les plus rapides : le cuirassé Warspite, les porte-avions Indomitable et Formidable, les croiseurs lourds Dorsetshire et Cornwall, les croiseurs légers Emerald et Enterprise ainsi que six destroyers. Le 28 mars, Somerville est averti que la 1re flotte aérienne japonaise de l'amiral Chūichi Nagumo aurait pénétré dans l'océan Indien et se dirigerait vers lui. Il décide alors de transférer ses forces à 1 100 kilomètres au sud-ouest, sur l'atoll d'Addu dans les Maldives. Se sachant en infériorité (la Force B est composée principalement de vieux cuirassés de la classe Revenge) l'amiral sait que sa force réside dans la surprise et pense lancer une attaque aérienne nocturne de bombardiers-torpilleurs sur la flotte ennemie. Celle-ci est repérée le 4 avril et la Force A se met en position. La lendemain, la flotte japonaise lance son raid sur Ceylan, détruisant plusieurs navires britanniques, dont le Cornwall et le Dorsetshire qui étaient partis pour Colombo pour y être carénés. La position exacte des navires japonais restant floue malgré les nombreux rapports visuels aériens, Somerville décide d'attendre plus d'informations avant de lancer ses avions afin qu'ils ne partent pas à l'aveugle. Les forces A et B finissent par se rejoindre au matin du 6 avril et patrouillent vers l'est : les navires de Nagumo s'étant éloignés de la zone une fois le raid terminé, les Britanniques, bredouilles, arrêtent leurs recherches deux jours plus tard et se retirent vers Addu. Somerville décide alors d'envoyer la Force B en Afrique de l'Est afin d'y protéger les convois pendant que la Force A fait route vers Bombay pour protéger les eaux indiennes des raids japonais. Ceux-ci quittent néanmoins l'océan Indien quelques jours après avoir bombardé Trinquemalay, et les Britanniques rallient Port Kilindini au Kenya.
Le cuirassé et la flotte passent quelques mois dans la zone, patrouillant au large des eaux malgaches et menant plusieurs exercices. En juin, il participe à la recherche des deux croiseurs auxiliaires japonais Aikoku Maru et Hōkoku Maru dans l'archipel des Chagos mais l'opération est un échec. Le mois suivant, une opération de diversion est montée afin de préparer le débarquement à Guadalcanal : il s'agit de simuler une attaque des îles Andaman dans le but de détourner l'attention des forces ennemies. Le Warspite couvre ensuite le débarquement allié à Madagascar en septembre, avant de rallier Durban en octobre pour faire changer son radar Type 271 par un Type 273. Les mois suivants, le navire est basé à Kilindini et patrouille dans l'ouest de l'océan Indien, passant sous les ordres du commandant Herbert Packer. Le 16 avril 1943, après un bref passage par Durban pour un carénage, le Warspite, escorté par quatre destroyers, fait route vers l'Europe et l'estuaire de la Clyde : il arrive à Greenock le 10 mai, trois ans après avoir quitté les eaux britanniques.

#### Retour en Méditerranée

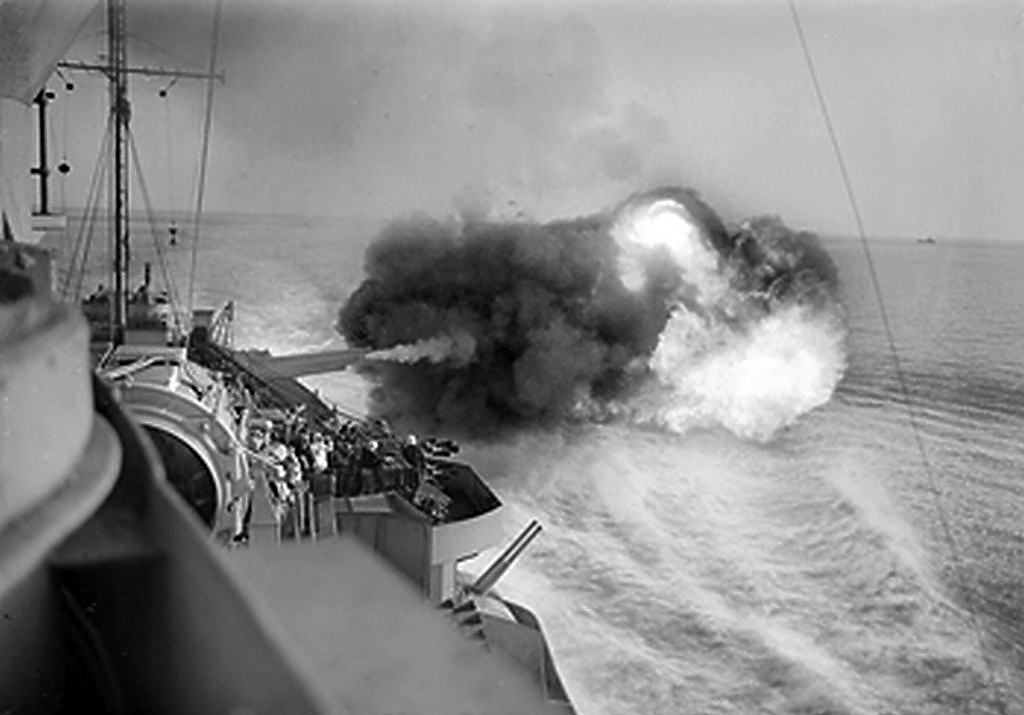
Le Warspite bombardant Catane.

Durant le voyage, les problèmes de gouvernail dus à l'obus allemand de la bataille du Jutland refont surface : le Warspite fait ainsi escale à Glasgow après avoir quitté Greenock, afin d'essayer de régler cela. Le cuirassé se dirige ensuite vers Scapa Flow, où il est préparé pour le rôle qui sera le sien jusqu'à la fin du conflit : le bombardement côtier. Le 9 juin, la Force H quitte l'Écosse pour Gibraltar ; elle est composée des cuirassés Warspite, Nelson, Rodney, Valiant, du porte-avions Indomitable et d'une escorte de destroyers. Le Warspite quitte ensuite Gibraltar le 28 juin en compagnie du cuirassé Valiant et du porte-avions Formidable et arrive à Alexandrie le 5 juillet ; ces trois navires forment le cœur de la Division 2 de la Force H, chargée de couvrir le débarquement en Sicile. Le 9 juillet elle rejoint la Division 1 au sud de Malte, où le cuirassé fait une escale remarquée deux jours plus tard : il s'agit du premier cuirassé britannique à mouiller sur l'île depuis près de trois ans. Le 17 juillet, le navire est en route pour bombarder Catane lorsque son problème de gouvernail réapparaît : il se met à entamer une courbe serrée, manquant de peu d'entrer en collision avec un destroyer d'escorte. Il rejoint néanmoins la zone et chaque tourelle tire quatorze obus avant que le navire ne rentre à Malte. L'incident vaut au capitaine Packer un compliment plein d'humour de la part de l'amiral Cunningham, qui fera gagner au Warspite son surnom de « Old Lady » : « Opération rondement menée. Il n'y a pas à dire : lorsque la vieille dame retrousse ses jupons, elle court ». Durant l'invasion alliée, la flotte reste cantonnée à Malte en attente d'ordres qui ne viendront pas : mi-août, la Sicile est entièrement conquise. Durant cette période, le Warspite reçoit la visite impromptue de l'artiste Noël Coward, et le capitaine en profite pour diffuser son film Ceux qui servent en mer à ses hommes.

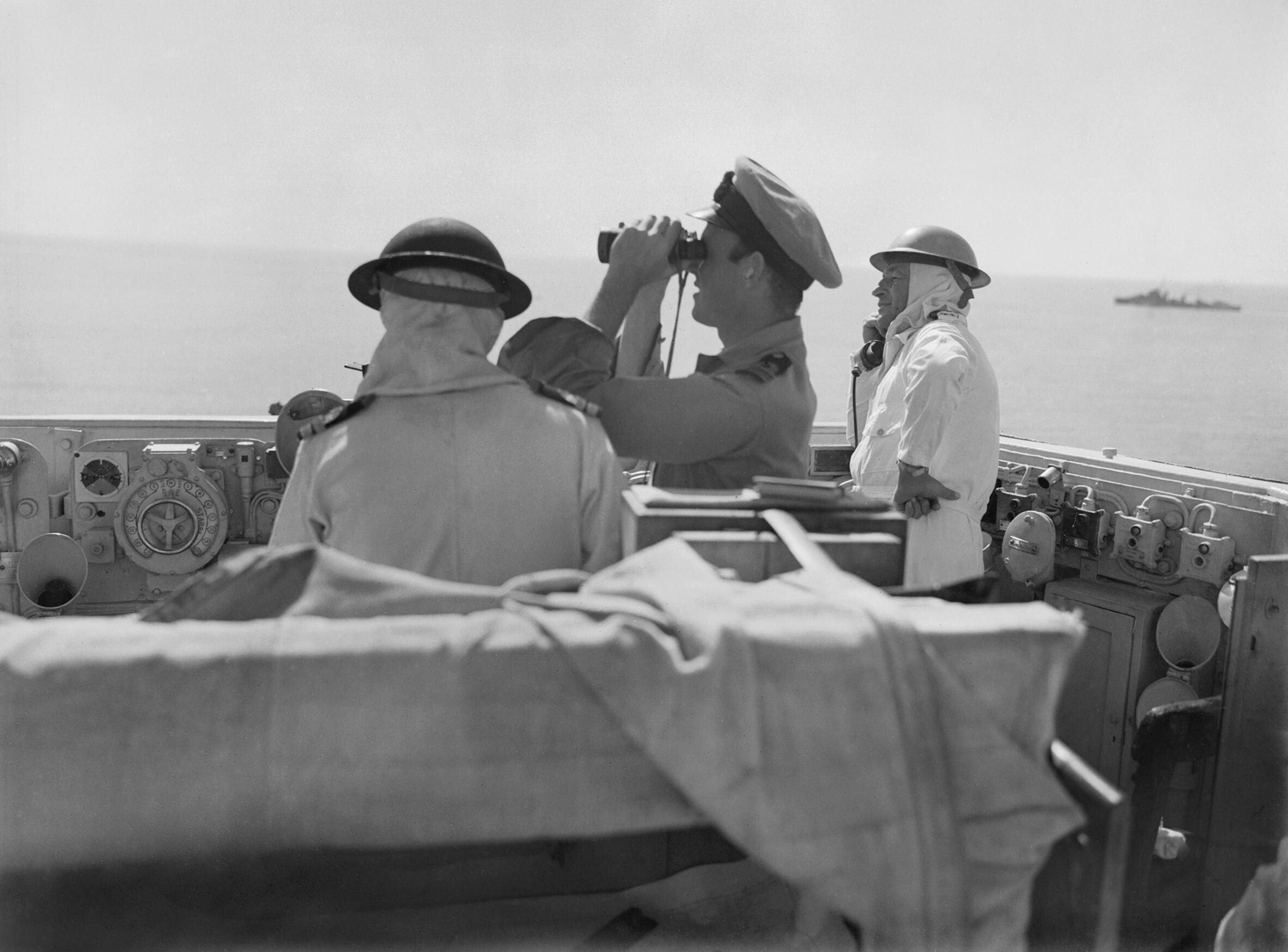
Le capitaine Packer (à droite) supervisant le bombardement sur Reggio.

Le 2 septembre, le Warspite et le Valiant traversent le détroit de Messine pour bombarder des fortifications ennemies au sud de Reggio de Calabre. Le 7, la Force H prend position dans la baie de Naples afin de bombarder les positions allemandes à Salerne en préparation du débarquement. Durant les deux jours qui suivent, le navire est la cible de nombreuses attaques aériennes, mais ne subit aucun dégât. C'est alors que parvient au navire la nouvelle de la reddition de l'Italie : les conditions de l'armistice prévoient que les navires de la flotte italienne doivent rejoindre les ports alliés afin d'éviter d'être saisis ou démolis par les Allemands. Ainsi, le 10 septembre, à 8 h, plusieurs navires italiens dont les cuirassés Vittorio Venetto et Italia rejoignent la flotte britannique qui les escorte vers Malte. Un autre aller-retour est effectué quelques jours plus tard pour interner d'autres navires à Malte ; parmi eux, le Giulio Cesare, que le Warspite avait endommagé en 1940. En tout, ce sont cinq cuirassés, neuf croiseurs, quatorze destroyers, dix-neuf torpilleurs et trente-cinq sous-marins qui sont saisis.
Malgré la capitulation italienne, les Allemands continuent le combat : le Warspite et le Valiant, qui devaient rentrer en Europe, sont déroutés vers Salerne afin que leur puissance de feu soit mise à contribution. Le 15 septembre, les cuirassés sont en position au large des plages de débarquement : pendant toute la journée, le Warspite pilonne l'artillerie, les chars et les troupes allemandes dans les collines italiennes pendant que ses canons antiaériens tirent en continu sur les bombardiers ennemis. Le soleil se couchant, il se retire de la zone mais continue à faire face à de nombreuses attaques aériennes durant la nuit. Le lendemain matin, il retourne à son poste et reprend ses tirs ; leur précision dévaste les rangs ennemis, et les Allemands décident de couler le cuirassé une bonne fois pour toutes. Vers 14 h, alors que celui-ci se retire, une douzaine de chasseurs-bombardiers Focke-Wulf Fw 190 fondent sur lui, déclenchant un intense barrage d'artillerie antiaérienne. Pendant ce temps, un bombardier Dornier Do 217 allemand lâche, à 20 000 pieds (6 100 m) d'altitude, trois bombes planantes Fritz X sur le cuirassé : l'une d'elles le touche près de la cheminée, détruisant tout sur son passage et creusant un trou de 7 mètres de diamètre dans la coque ; une seconde explose dans l'eau, déchirant le bulbe anti-torpilles tribord ; la troisième manque sa cible. Le Warspite, gravement endommagé, est alors rejoint par le croiseur Delhi qui lui fournit une couverture antiaérienne, pendant que plusieurs remorqueurs américains puis britanniques le tirent vers Malte ; durant le trajet, aucun avion ennemi n'apparaît pour achever cette cible facile. Le 19 septembre vers 8 h, le cuirassé atteint l'île. L'attaque aura fait neuf morts et quatorze blessés.
En cale sèche à Malte, le Warspite est inspecté et il est finalement décidé de le réparer : les installations étant insuffisantes, le cuirassé doit quitter l'île. Le 1er novembre, il part ainsi pour Gibraltar, première étape de son long périple de retour en Europe. Escorté par plusieurs destroyers, le navire file 7 nœuds (13 km/h) avant que quatre remorqueurs ne prennent le relais, ses machines flanchant. Il atteint le Rocher une semaine plus tard, et y reste en cale sèche pendant plusieurs mois pour les premières réparations. Le cuirassé quitte finalement la Méditerranée en mars 1944, et après un bref passage par la Clyde, il atteint Rosyth le 16 mars.

#### Dans l'Atlantique nord

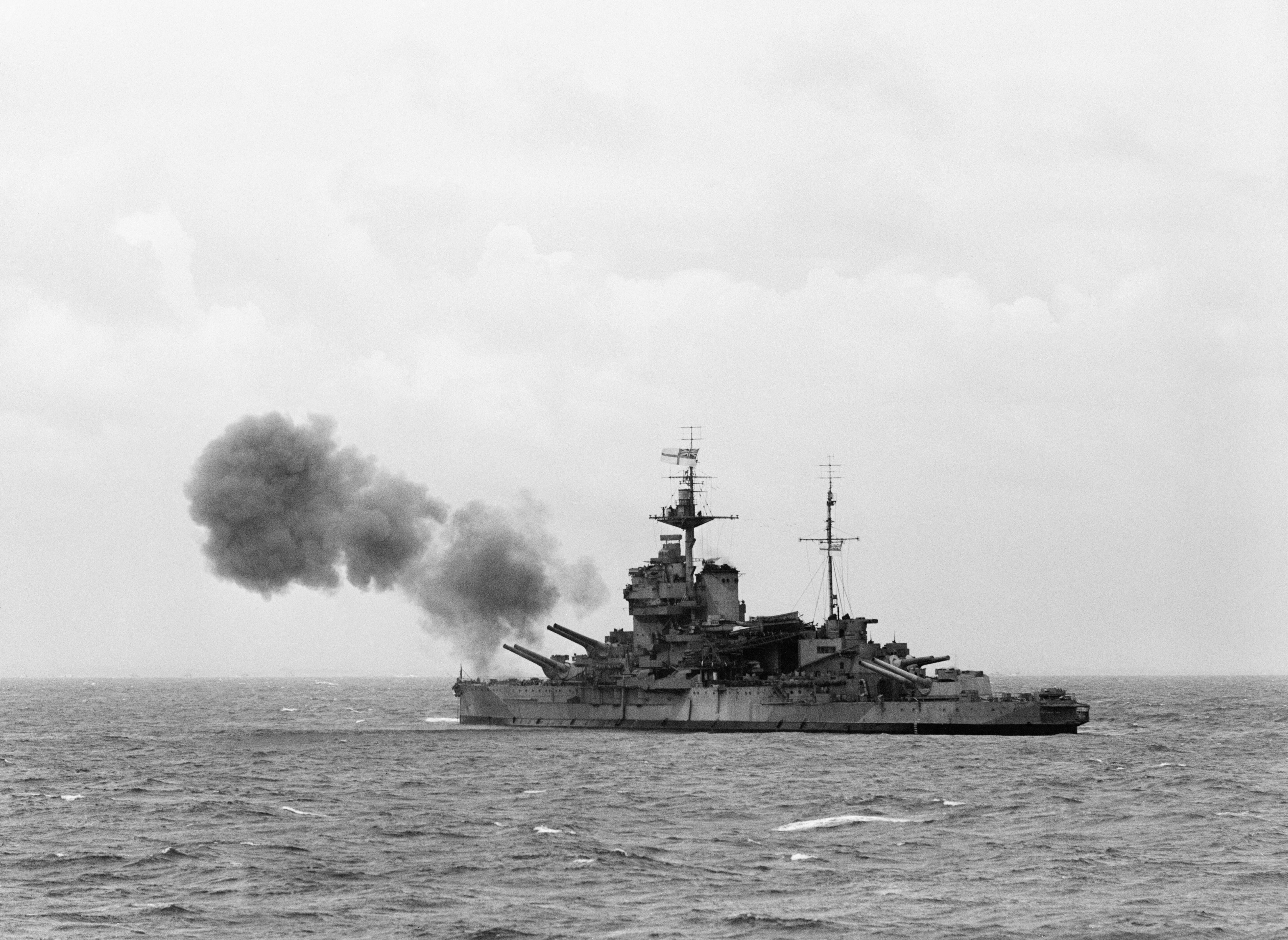
Le Warspite bombardant des positions près de Caen le 6 juin 1944. On peut remarquer que la tourelle X est inutilisée.

À Rosyth, sa tourelle X est condamnée et le trou provoqué par la bombe allemande est comblé grâce à un caisson en béton. Le 2 juin, le Warspite quitte Greenock en compagnie du cuirassé Ramillies, du monitor Roberts, des croiseurs Mauritius, Arethusa, Danae, Dragon et Frobisher et de plusieurs destroyers afin de rejoindre l'Eastern Task Force. Cette force navale est chargée de couvrir le débarquement de la 3e division d'infanterie britannique sur Sword Beach. Le 6 juin 1944, à 5 h, le Warspite, alors positionné à 11 milles marins (20 km) à l'ouest du Havre, commence à bombarder la batterie de Villerville : il est le premier navire à ouvrir le feu lors du débarquement de Normandie. Très vite, trois torpilleurs allemands sortent du Havre et lancent 17 torpilles sur la flotte alliée : un destroyer norvégien est coulé, et une torpille passe entre le Warspite et le Ramillies, qui sont épargnés. Le Warspite bombarde les côtes françaises durant deux jours, tirant plus de 300 obus ; il retourne à Portsmouth le 7 juin afin d'y être ravitaillé.
De retour au large des côtes normandes le 9 juin, il prête main-forte à l'USS Arkansas, à court de munitions, et tire 96 obus de 15 pouces en deux heures cet après-midi-là. Deux jours plus tard, le cuirassé est positionné au large de Gold Beach afin de fournir un appui-feu à la 50e division d'infanterie britannique, détruisant des chars et de l'infanterie allemandes cachés dans un bois. Le 12 juin, ses canons usés, le Warspite fait route vers Rosyth pour les remplacer. Il passe alors dans le pas de Calais, devenant le premier cuirassé britannique à le traverser depuis le début de la guerre. Il réussit à passer au travers des tirs de batterie allemands, mais, au matin du 13 juin, il heurte une mine environ 30 milles marins (56 km) à l'est de Harwich. Aucune victime n'est à déplorer, mais les dégâts sont considérables : le gouvernail est bloqué, et de l'eau s'infiltre dans le navire, qui commence à gîter sur bâbord. Le Warspite est rééquilibré en inondant plusieurs caissons, et une heure plus tard il reprend sa route ; il arrive à Rosyth le 14 juin.
En mauvais état, le Warspite n'a plus vocation qu'à être une batterie flottante afin de fournir un appui-feu aux troupes à terre : ses canons de 15 pouces sont ainsi remplacés, mais seuls trois des quatre arbres d'hélices endommagés par la mine sont réparés. Après un court entraînement et un arrêt à Plymouth, le cuirassé est de nouveau opérationnel fin août. À ce moment-là, les Alliés tentent de prendre Brest, où la résistance allemande est farouche. Le 25 août, le Warspite prend position au large d'Ouessant et bombarde des batteries ennemies situées à Saint-Mathieu et au Conquet, tirant pas moins de 213 obus de 15 pouces, mais sans faire beaucoup de dommages. Le 10 septembre, en compagnie du monitor Erebus, le cuirassé pilonne Le Havre lors de l'opération Astonia : couvrant les 49e et 51e divisions d'infanterie britanniques, les deux navires tirent environ 300 obus à eux deux. Le 1er novembre, le navire participe à sa dernière opération : en compagnie des monitors Roberts et Erebus, il bombarde l'île néerlandaise de Walcheren lors de l'opération Infatuate, tirant 353 obus de 15 pouces. Il quitte la zone le lendemain et rentre à Deal, puis à Spithead.

### Fin de carrière et échouement

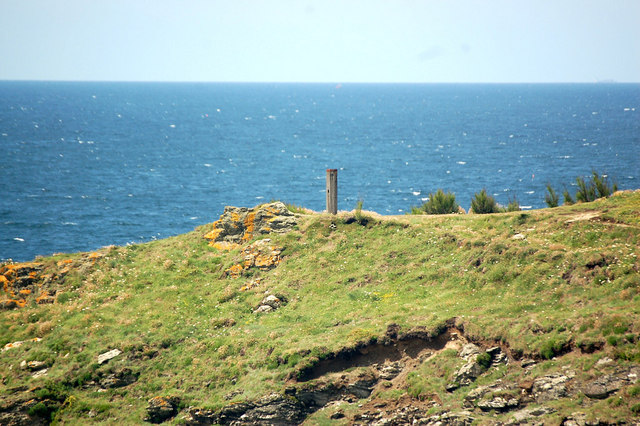
Plaque commémorative à Prussia Cove.

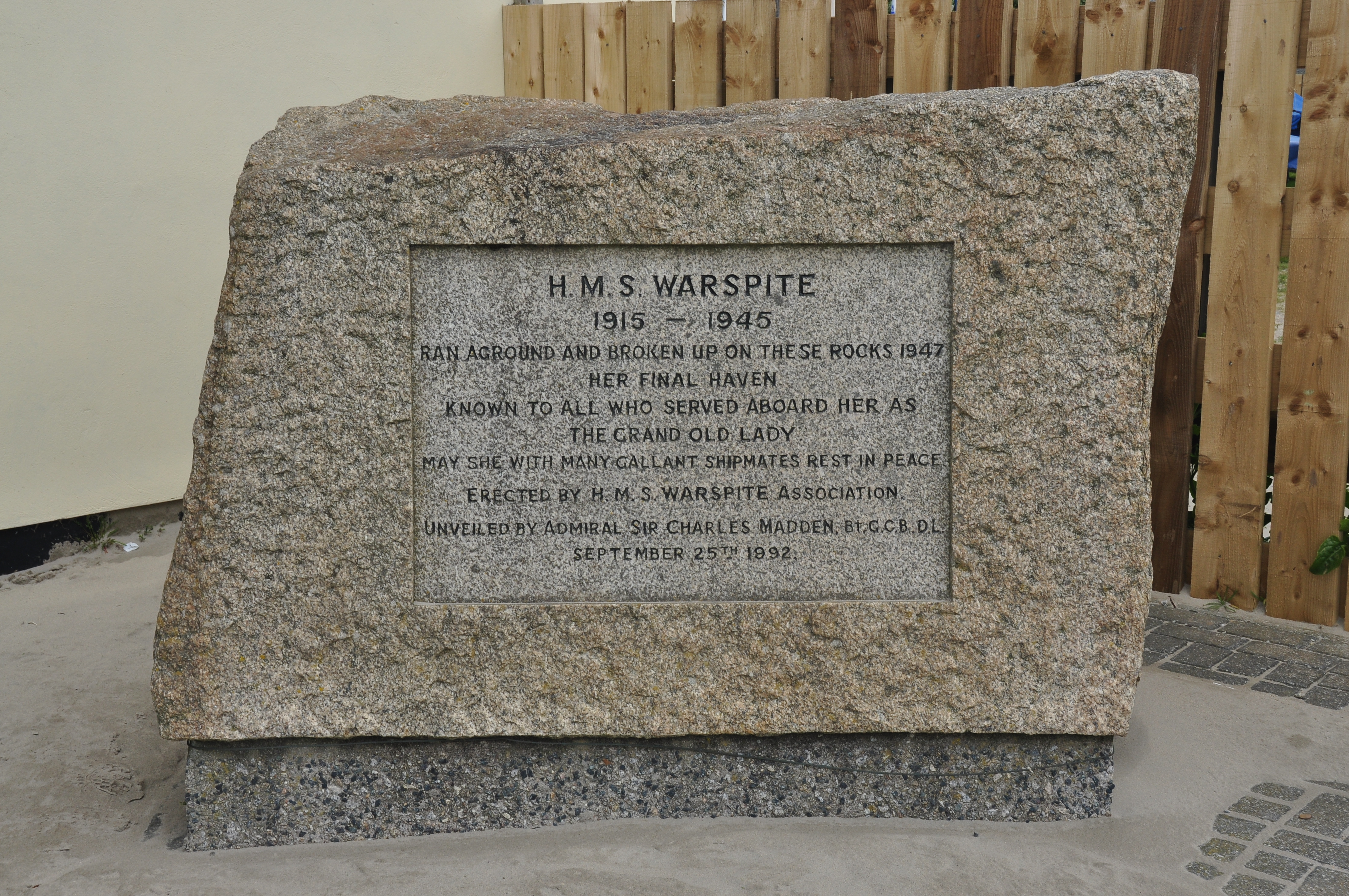
Mémorial à Marazion.

Au début du mois de février 1945, l'Amirauté décide de placer le cuirassé en réserve, à Spithead. Fatigué par les deux guerres mondiales, le Warspite est trop vieux et trop abîmé : la refonte complète nécessaire à son retour en première ligne n'en vaut pas la chandelle. En mai 1946, le navire retourne à Portsmouth afin que ses canons, ainsi que tout ce qui est encore récupérable, soient démontés. Le 12 juillet 1946, malgré des appels à le transformer en navire musée, le cuirassé est vendu à la British Iron & Steel Corporation, qui confie sa démolition à Metal Industries à Faslane. 
Le 12 mars 1947, le navire est de nouveau remorqué à Spithead, puis le mois suivant, deux remorqueurs le tirent vers sa destination finale, dans l'embouchure du Gare Loch en Écosse. Le 20 avril, une tempête sévit dans la Manche : au large de Land's End, le cuirassé casse son aussière. Une nouvelle est malgré tout mise en place et, devant la violence de la tempête, le navire est remorqué dans Mount's Bay où il jette l'ancre au large de Penzance. Le 23 avril, il se libère de son ancre et vient s'échouer dans Prussia Cove : éventré, le navire se remplit et commence à couler. Les huit membres de l'équipage à son bord sont évacués par le navire de sauvetage de la RNLI : le cuirassé reste ainsi pendant plusieurs années, battu par les flots.
En 1950, une tentative de sauvetage est effectuée par la Wolverhampton Metal Company Ltd afin de récupérer les 25 000 tonnes restantes du navire. Le 29 juillet, après avoir été renfloué, le Warspite est remorqué hors de sa position près de Prussia Cove. Mais peu après, l'aussière s'enroule dans l'hélice du remorqueur, et l'ancien cuirassé s'échoue de nouveau. Après réflexion, il est décidé d'abandonner toute tentative de le ramener vers un chantier de démolition, et la déconstruction commence sur place. Elle dure jusqu'en 1953, après que la carcasse du navire a été rapprochée du rivage et presque entièrement désossée.
Dans les années 1990, l'association des vétérans du navire fait construire un mémorial sur le rivage, à Marazion. Une plaque est aussi visible en face de Prussia Cove, en face de l'endroit où le cuirassé s'est échoué.

## Honneurs de bataille
Le HMS Warspite (03) a reçu quatorze honneurs de bataille :
- Jutland 1916
- Narvik 1940
- Norway 1940
- Calabria 1940
- Mediterranean 1940-43
- Matapan 1941
- Crete 1941
- Malta Convoys 1941
- Sicily 1943
- Salerno 1943
- Normandy 1944
- Walcheren 1944
- English Channel 1944
- Biscay 1944